# Chunhua, Jilin
Chunhua är en köping i Kina. Den ligger i provinsen Jilin, i den nordöstra delen av landet, omkring 480 kilometer öster om provinshuvudstaden Changchun. Antalet invånare är 9 890. Befolkningen består av 4 604 kvinnor och 5 286 män. Barn under 15 år utgör 7,0 %, vuxna 15-64 år 83 %, och äldre över 65 år 8,0 %.
Runt Chunhua är det ganska glesbefolkat, med 30 invånare per kvadratkilometer. Det finns inga andra samhällen i närheten. I omgivningarna runt Chunhua växer i huvudsak lövfällande lövskog.
Genomsnittlig årsnederbörd är 967 millimeter. Den regnigaste månaden är juli, med i genomsnitt 189 mm nederbörd, och den torraste är januari, med 6 mm nederbörd.